# ウィリアム・キャヴェンディッシュ＝スコット＝ベンティンク (第5代ポートランド公爵)
第5代ポートランド公爵ウィリアム・ジョン・キャヴェンディッシュ＝スコット＝ベンティンク（英: William John Cavendish-Scott-Bentinck, 5th Duke of Portland、1800年9月17日 - 1879年12月6日）は、イギリスの貴族、政治家。
1824年に死んだ兄の代わりにティッチフィールド侯爵の儀礼称号を使用し、兄の後任としてキングス・リン選挙区で当選して庶民院議員となった。1854年に父が死去するとポートランド公爵位を継承、3年後に貴族院議員となった。
極度の人嫌いで、使用人とさえ必要が無ければ顔を合わせたがらず、人に会わずに済むよう自宅の地下に巨大な地下室屋敷を築いていた。

## 初期
ウィリアム・ジョン・ベンティンク（以下、ジョン・ベンティンク）は、父第4代ポートランド公爵ヘンリー・ベンティンクと、母ヘンリエッタ・ベンティンクの次男としてロンドンで生まれた。ベンティンク家の男子の名は全員ウィリアムと名付けられる習慣があり、ジョンは洗礼名、つまりセカンド・ネームである。この家族には9人の子供がいた。
ジョン・ベンティンクは、学校ではなく家庭で教育を受けた。1818年に近衛歩兵連隊の少尉としてイギリス陸軍に入った。1821年には大尉となって第7軽竜騎兵連隊に所属し、1823年には第2近衛騎兵連隊に所属した。しかし彼は「デリケートな健康状態」であり、無気力であったと伝えられている。
1824年、兄ウィリアム・ヘンリーの死後、ティッチフィールド侯爵となり、兄の後任として、伝統的に一家の一員が務めていたキングス・リン選挙区の議員となった。しかし1826年に体調不良を理由に議員の座を叔父のウィリアム・キャヴェンディッシュ＝ベンティンクに明け渡した。
また、1824年から1834年までは、すでに解散していた「王立西インド遊撃隊」に大尉として形式的に所属し、半額の給与を受け取っていた。
退役後、ヨーロッパ大陸でしばらく過ごしたが、時折、体調を崩していた。短期間の記憶喪失や坐骨神経痛などの病気を抱えていた。
1854年3月27日、父の後を継いで第5代ポートランド公爵となった。この称号により貴族院の議員の資格を得たが、議席を得るまでに3年を要し、宣誓したのは1857年6月5日のことだった。彼は政治に積極的に関わることにはあまり興味を示さなかったが、ホイッグ党やロバート・ピールを支持していた。1859年から亡くなるまでの間、彼はノッティンガムシャー州の副警部補も務めた。

## ウェルベック・アビー
ジョン・ベンティンクは、18世紀にポートランド公爵家の所有となり邸宅として使われていた元修道院のウェルベック・アビーの大規模な工事を行った。これらの工事には莫大な費用がかかり、熟練者、非熟練者を問わず、地元の何千人もの人々を雇用した。賃金や労働時間をめぐって労働争議が起こることもあったが、公爵は多くの従業員と非常に良好な関係を築いており、「労働者の友 (the workman's friend)」というニックネームを得ていた。

### 邸宅の庭
邸宅の家庭菜園は22エーカー (8.9 ha)に及び、高い壁に囲まれており、そこには果物を熟成させるための火鉢が置かれていた。その中には、桃用の壁があり、その長さは1,000 ft (300 m)を超えていた。
長さ396 ft (121 m)、幅108 ft (33 m)、高さ50 ft (15 m)の巨大な馬小屋が建設された。4,000個のガスバーナーで照明されていた。厩舎には100頭の馬が飼われていたが、彼はこの乗馬小屋で馬に乗ることはなかった。
ローラースケートが流行ると、使用人のために湖の近くにリンクを設置し、利用するよう勧めた。

### 邸宅
ジョン・ベンティンクは、ウェルベック・アビーのすべての部屋から、タペストリーや肖像画などを取り除き、別の場所に保管していた。ジョン・ベンティンクは、邸宅の西棟にある4～5部屋だけを使用しており、家具はほとんど置かなかった。1879年には、建物は荒れ果て、公爵の部屋だけが居住可能な状態になっていた。すべての部屋はピンク色に塗られ、床は寄木細工が剥き出しになっており、隅に置かれた便器以外の家具は無かった。

### 地下室
ジョン・ベンティンクの父はオーク材が不足すると考え、数百本の木を植えていた。公爵はその木を使って、地下に複雑な部屋やトンネルを建設した。 領地内のトンネルは、地下の様々な部屋や地上の建物を結び、総延長15 mi (24 km)にも及ぶと言われている。その中には、屋敷と乗馬小屋の間にある長さ1,000 yd (910 m)のトンネルも含まれており、その幅は数人が並んで歩けるほどだった。また、このトンネルと平行して、職人用のトンネルも作られた。馬車小屋から北東に1.25 mi (2 km)の馬車2台が通れるトンネルが伸びており、南ロッジにつながっていた。ロッジにはドーム型の天窓があり、夜はガス灯で照らされていた。
地下の部屋はすべてピンク色に塗られており、その中には長さ160 ft (49 m)、63 ft (19 m)の大広間があった。この大広間は当初、礼拝堂として使用される予定だったが、代わりに絵画ギャラリーとして使用され、時には舞踏室としても使用された。この舞踏室には、20人のゲストを地上から運ぶことができる油圧式のリフトがあり、天井には巨大な夕日が描かれていたと言われている。ただしジョン・ベンティンク自身はこの舞踏室でダンスを披露することはなかった。
他にも、長さ250 ft (76 m)の図書館や、大きなガラス屋根のある展望台、広大なビリヤード場などがあった。

## 性格
ジョン・ベンティンクは非常に内向的で、その奇抜さで知られていた。人と会うのを嫌がり、家に人を招くこともなかった。ジョン・ベンティンクは様々な建設プロジェクトで何百人もの従業員を雇っていたが、従業員は高位であってもジョン・ベンティンクに話しかけたり、挨拶したりすることは許されなかった。ジョン・ベンティンクに挨拶した従業員はすぐに解雇された。領地の借家人たちも、目の前のジョン・ベンティンクを無視しなければならないことを知っていた。また、屋敷で直接彼に会うことが許されているのは付き人だけで、医者も入れてもらえず、借家人や職人はすべての指示を書面で受けていた。
ジョン・ベンティンクは、弁護士や代理人、時には政治家とのやり取りを郵便で行っていた。ジョン・ベンティンクは、ベンジャミン・ディズレーリや パーマストン卿など、家族や友人の幅広いネットワークと幅広い文通をしていた。しかし、ジョン・ベンティンクの女性との交際の話は無く、ジョン・ベンティンクの内気で内向的な性格は時を経るごとに増していった。隠遁生活を送っていたことから、ジョン・ベンティンクは醜いとか、気が狂っているとか、乱痴気騒ぎを起こしやすいとかいう噂が流れたが、同時代の目撃証言や残された写真を見る限りではその兆候は見られない。
ジョン・ベンティンクが外に出るのは主に夜で、その際には40ヤード (37 m)先にランタンを持った女性の召使が先行していた。昼間に外出する場合、ジョン・ベンティンクはオーバーコートを2枚着て、非常に背の高い帽子をかぶり、非常に高い襟を立て、非常に大きな傘を持って、誰かが自分に声をかけてきたら、その傘に隠れようとした。
ロンドンに用事がある場合は、ジョン・ベンティンクは馬車でワークソップに行き、そこで鉄道のワゴンに乗った。ロンドンのジョン・ベンティンクの住居であるキャベンディッシュ・スクエアのハーコート・ハウスに到着すると、ジョン・ベンティンクが玄関ホールを通って書斎に急いで入る間、家政婦は全員、姿を見せないように命じられた。
ジョン・ベンティンクは時をかまわず鶏の丸焼きを食べたいと言うことが多く、使用人はトンネルの中を温蔵庫付き軌陸車（鉄道車両）で料理を運んできた。

### 死去

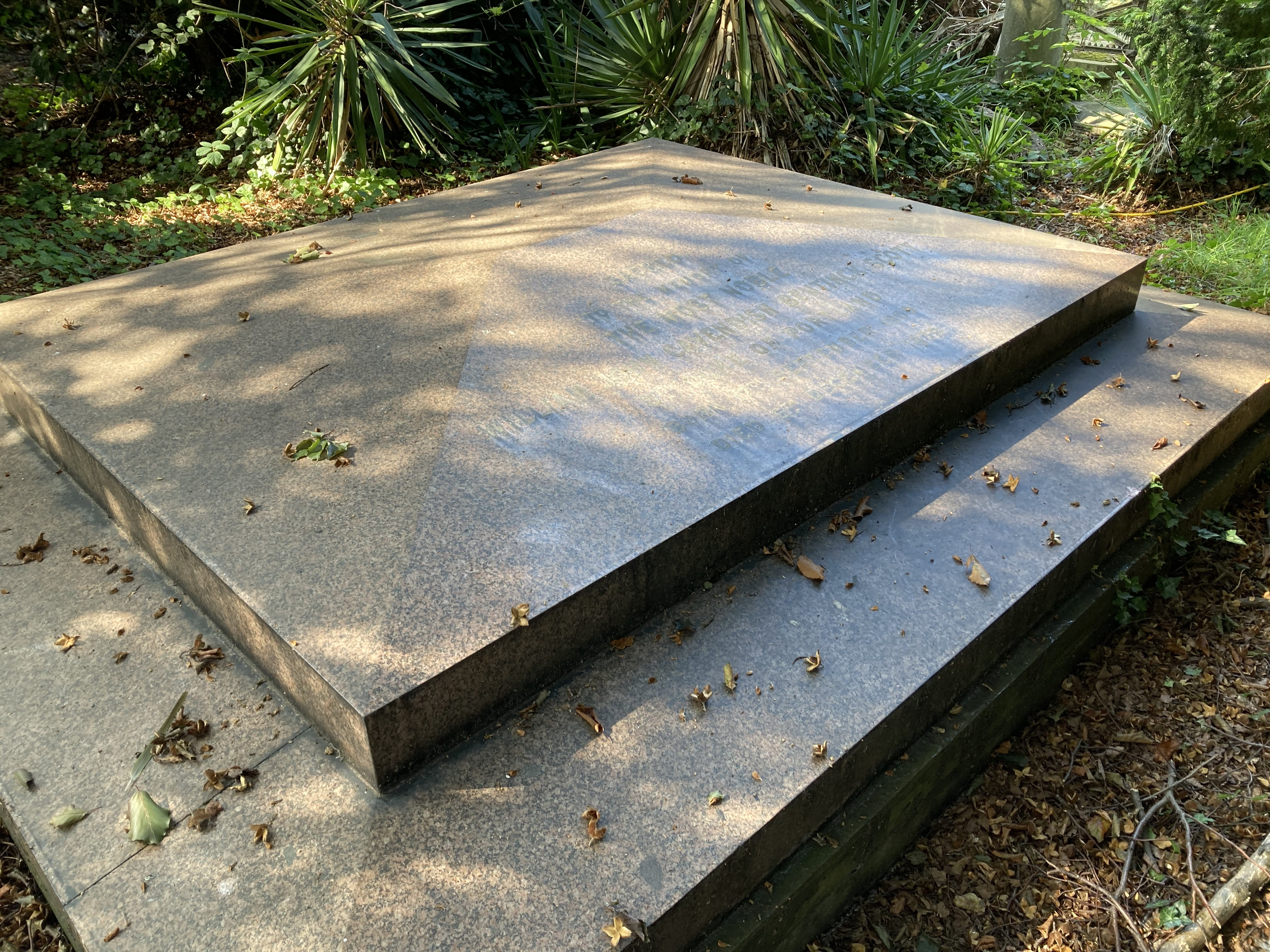
ケンサル・グリーン墓地にある公爵の墓

ジョン・ベンティンクは1879年12月6日、ロンドンの邸宅ハーコート・ハウスで死去した。ケンサル・グリーン墓地の大きな区画にある簡素な墓に埋葬された。弟のヘンリー・ウィリアムも1870年12月31日に男児を儲けず亡くなっていため、ポートランド公爵の称号は従兄弟のウィリアム・キャヴェンディッシュ＝ベンティンクに引き継がれた。

## 子供
人嫌いのジョン・ベンティンクだったが、子供の可能性がある人が3人いる。
ファニーは1855年に父ジョージ・アシュブリーと母ハンナ・ビーダルの女児として出生が届けられ、ジョージ・ローソンと結婚してファニー・ローソンとなった。ファニーは1908年になって、自分がジョン・ベンティンク公爵の非嫡出子だと主張した。ファニーには多くの子孫がいるため、ファニーが実子であったとするなら公爵にも子孫が多いことになる。
その他、2人の息子、ウィリアム（1852年頃 – 1870年）とジョセフがいたと思われる証拠がある。
ジョン・ベンティンクの親族は、ジョン・ベンティンクは若いころの事故のため子供を作ることができないだろうと話していたと言われるが、現代の医学的見解では事故の結果としての不妊は「ありえない」とされている。

## 遺品
ノッティンガム大学の「写本と特殊コレクション」は、歴代ポートランド公爵に関するものを「ポートランド（ウェルベック）コレクション」と呼んで管理している。ジョン・ベンティンク公爵に関する者は「Pw K」として分類されている。この中には、ジョン・ベンティンク公爵の不動産事業や、後述する「ドルース事件」に関する文書がある。収集物の展示はジョン・ベンティンク公爵のガス工場を改装した博物館で行われている。

## ドルース事件
ジョン・ベンティンク公爵死後の1897年、アンナ・マリア・ドルースという女性が、ジョン・ベンティンク公爵が、自分の死んだ夫の父と同一人物だと主張した。アンナの主張によれば、ジョン・ベンティンク公爵は、ロンドンの椅子張り職人だった夫の父トーマス・チャールズ・ドルースと同一人物だった。つまり、公爵は二重生活を送っていたのであり、トーマス・チャールズ・ドルースは1864年に死んだのではなく、公爵が自分の分身トーマスの死を偽装して二重生活を終えたとのことだった。そして、ジョン・ベンティンク公爵の遺産は、現在相続している公爵のいとこのものでは無く、公爵の孫である自分の息子が相続すべきだと主張した。アンナは義父トーマスの死が偽装であることを証明するため墓を掘り返して確かめるべきだとする訴訟を起こしたが、法定相続人だった義父トーマスの長男ハーバートに拒絶された。アンナは1903年に精神病院に収容された。アンナは主張を認められないまま、1903年に死去した。
アンナの義父トーマス・チャールズ・ドルースには前妻がいて、その孫ジョージ・ホランビー・ドルースがオーストラリアに住んでいた。ジョージは、自分の祖父がジョン・ベンティンク公爵である可能性があるとの話を知り、アンナの死後アンナに代わって訴訟を起こすことにした。ジョージは1905年に訴訟を進めるための会社を興し、出資すれば遺産相続後に莫大な配当金を配ると発表した。1907年にはトーマス・チャールズ・ドルースの相続人であるハーバートを偽証罪で告発した。そして、1907年12月30日に裁判所の命令で墓が掘り起こされたが、棺に遺体が入っていることが判明し、同一人物説が完全に否定された。

## 大衆文化
- 1933年のオースティン・フリーマンの犯罪小説ジョン・イヴリン・ソーンダイクシリーズの「プラチナ物語」はドルース事件を参考にしている。
- 1984年の井上ひさしの犯罪ドキュメント「犯罪調書」の「ドルース＝ポートランド株式会社事件」でドルース事件について詳しく述べられている。[14]
- 1995年のビル・ブライソンの旅行記「ビル・ブライソンのイギリス見て歩き」のウェルベック・アビーの節にジョン・ベンティンク公爵について詳しく述べられている。
- 1996年の桐生操の「イギリス怖くて不思議なお話」のエピソード「キャヴェンディッシュ卿」には、第5代ポートランド公爵の話、及びドルース事件の話が書かれている。[15]
- 1997年のミック・ジャクソン（英語版）の小説「地下室の男（英語版）」はドルース事件を小説にしたもので、ブッカー賞の最終候補作品となった。
- 2014年のインドの作家ピウ・イートウェル（英語版）による「死んだ公爵、その秘密の妻、そして消えた死体」で、ドルース事件が詳しく述べられている。

## 称号
- Lord John Bentinck (1800–1824)
- Marquess of Titchfield (1824–1854)
- His Grace The Duke of Portland (1854–1879)

## 関連図書
- Rigg, J.M.; Reynolds, K. D. "Bentinck, (William) John Cavendish-Scott-". Oxford Dictionary of National Biography (英語) (online ed.). Oxford University Press. doi:10.1093/ref:odnb/2163。 (要購読、またはイギリス公立図書館への会員加入。)
- Chisholm, Hugh, ed. (1911). "Portland, William Henry Cavendish Bentinck, 3rd Duke of" . Encyclopædia Britannica (英語). Vol. 22 (11th ed.). Cambridge University Press. p. 119.
- Caufield, Catherine (1981). The Emperor of the United States and other magnificent British eccentrics (英語). Routledge and Kegan Paul. pp. 24–28. ISBN 0-7100-0957-7。
- Druce, George Hollamby; Henderson, Kenneth (1907). The Druce-Portland case (英語). The Idler（英語版）.
- Rigg, James McMullen (1885). "Bentinck-Scott, William John Cavendish" . In Stephen, Leslie (ed.). Dictionary of National Biography (英語). Vol. 4. London: Smith, Elder & Co. pp. 304–305.
- Escott, Margaret (2009). "CAVENDISH SCOTT BENTINCK, William John, mq. of Titchfield (1800-1879).". In Fisher, David (ed.). The House of Commons 1820-1832 (英語). The History of Parliament Trust.
- Escott, Margaret (2009). "King's Lynn". In Fisher, David (ed.). The House of Commons 1820-1832 (英語). The History of Parliament Trust.